# Charlotte Attenborough
Charlotte Isabel Attenborough (* 29. Juni 1959 in London) ist eine britische Schauspielerin, die durch ihre Auftritte in den Filmen Jane Eyre (1996) sowie Jeeves and Wooster – Herr und Meister (1990–1993) bekannt wurde.

## Leben und Wirken
Attenborough wurde 1959 in London als Tochter des Schauspielers, Filmemachers, Unternehmers und Politikers Richard Attenborough und der Film- und Theaterschauspielerin Sheila Sim geboren. Sie hat einen Bruder, den Regisseur Michael Attenborough. Ihre Schwester Jane und ihre 14-jährige Nichte Lucy wurden vom Tsunami im Indischen Ozean getötet, als dieser am 26. Dezember 2004 ihre Villa an der Küste Thailands traf. Eine weitere Nichte, Alice, wurde schwer verletzt. Außerdem ist Charlotte Attenborough die Nichte des Fernsehnaturforschers David Attenborough, John Attenborough und des Schauspielers Gerald Sim. Attenborough hatte eine nicht näher bezeichnete Rolle als kleines Kind in der Menge in Whistle Down the Wind (1961) und hatte einen kurzen Cameo-Auftritt in Oh! What a Lovely War (1969), als sie von ihrem Vater Richard Attenborough inszeniert wurde. Charlotte Attenborough wurde an der Lady Eleanor Holles School in London und an der University of Bristol ausgebildet, bevor sie wie ihr Vater vor ihr an der Royal Academy of Dramatic Art (RADA) studierte, die sie 1983 mit einem Schauspiel-Diplom verließ. Zu ihren Filmrollen gehört Ezekiel (1994), während sie im Fernsehen Rollen wie Poopy Travis in May We Borrow Your Husband? (1986); Teasel in The Play on One (1989); Lucy in Storyboard (1989); Lucy Trent in Making News (1990) ausübte. 1987 trat sie als Sheila Birling in einer Produktion von Ein Inspektor kommt am Theatr Clwyd auf, die an das Londoner Westminster Theatre übertragen wurde. 1989 spielte sie Lucie Manette in einer Adaption von Eine Geschichte aus zwei Städten für BBC Radio 4. Im Jahr 1993 heiratete Attenborough Graham Sinclair, mit dem sie zwei Kinder hat.